# Paddy Murphy
Paddy Murphy ist eine im Jahr 2008 gegründete Irish-Folk-Rock-Band aus Österreich.

## Geschichte
Nachdem er nahezu 30 Jahre lang als Bassist der Medley Folkband traditionelle irische und schottische Musik gespielt hatte, gründete Franz Höfler die Band im Herbst 2008 mit der Absicht, stilistisch die traditionelle Folk-Musik mit der Kraft und dem Speed einer Rockband zu verbinden. Selbst sah er sich in der neuen Band nicht mehr als Bassist, sondern in der Rolle des Leadsängers und Frontmanns, der mit den akustischen Instrumenten Banjo, Mandoline, Akustikgitarre und Mundharmonika den Sound prägt.
Hermann Hartl (Geige), mit dem Höfler bereits zuvor mehrere Jahre spielte, sowie Ingolf Wolfsegger (Bass), Andreas Schachermayr (Schlagzeug) und Christoph Niederhuber (E-Gitarre) machten das Lineup komplett. Der erste Auftritt der Band fand im November 2009 statt. Seither tourt die Band durch Österreich, Deutschland, Italien und die Schweiz und trat dabei auch auf internationalen Festivals wie dem Tollwood-Festival in München, dem Triskell Festival Trieste, dem San Patrizio Festival Milano und dem Irlanda in Festa im Gran Teatro Geox in Padua auf.
Im Jahr 2011 veröffentlichte die Band die erste EP mit dem Titel Whiskey Before Breakfast. Darauf sind vier Tracks, die sich aus drei bearbeiteten Traditionals und einem Instrumentalstück zusammensetzen. Im Jahr 2012 erschien das von Reinhard „Bux“ Brunner produzierte Debütalbum Dog’s Dinner bei ATS Records, wo Paddy Murphy seither unter Vertrag sind. Das Album enthält 16 Tracks, darunter drei Eigenkompositionen. Im Jahr 2014 verließ Schlagzeuger Andreas Schachermayr die Band. Von Februar 2014 bis März 2015 war Alexander Hewlett der neue Mann am Schlagzeug.
Im Jahr 2014 erschien das zweite Album Coffin Ship. Von den insgesamt dreizehn Titeln auf dem Album sind neun Eigenkompositionen.
Ende 2015 verließ E-Gitarrist Christoph Niederhuber die Band. Ihm folgte Oliver Loy als neues Bandmitglied.
Ebenso 2015 erfolgte mit Andy Schechinger als neuem Drummer eine weitere Umbesetzungen am Schlagzeug.  
Seit 2018 ist Florian Aufreiter der Schlagzeuger der Band.
2020 erschien das dritte Album Rams Rebels Goats & Girls.

## Stil
Der Musikstil wird von der Band selbst als „Irish-Speed-Folk-Rock“ bezeichnet und ist eine Mischung aus traditioneller irischer Musik und Rock- bzw. Punkgrooves. Gespielt werden sowohl Eigenkompositionen als auch neu arrangierte traditionelle irische Songs sowie neu be- bzw. verarbeitete traditionelle Instrumentalstücke, sogenannte Jigs und Reels.

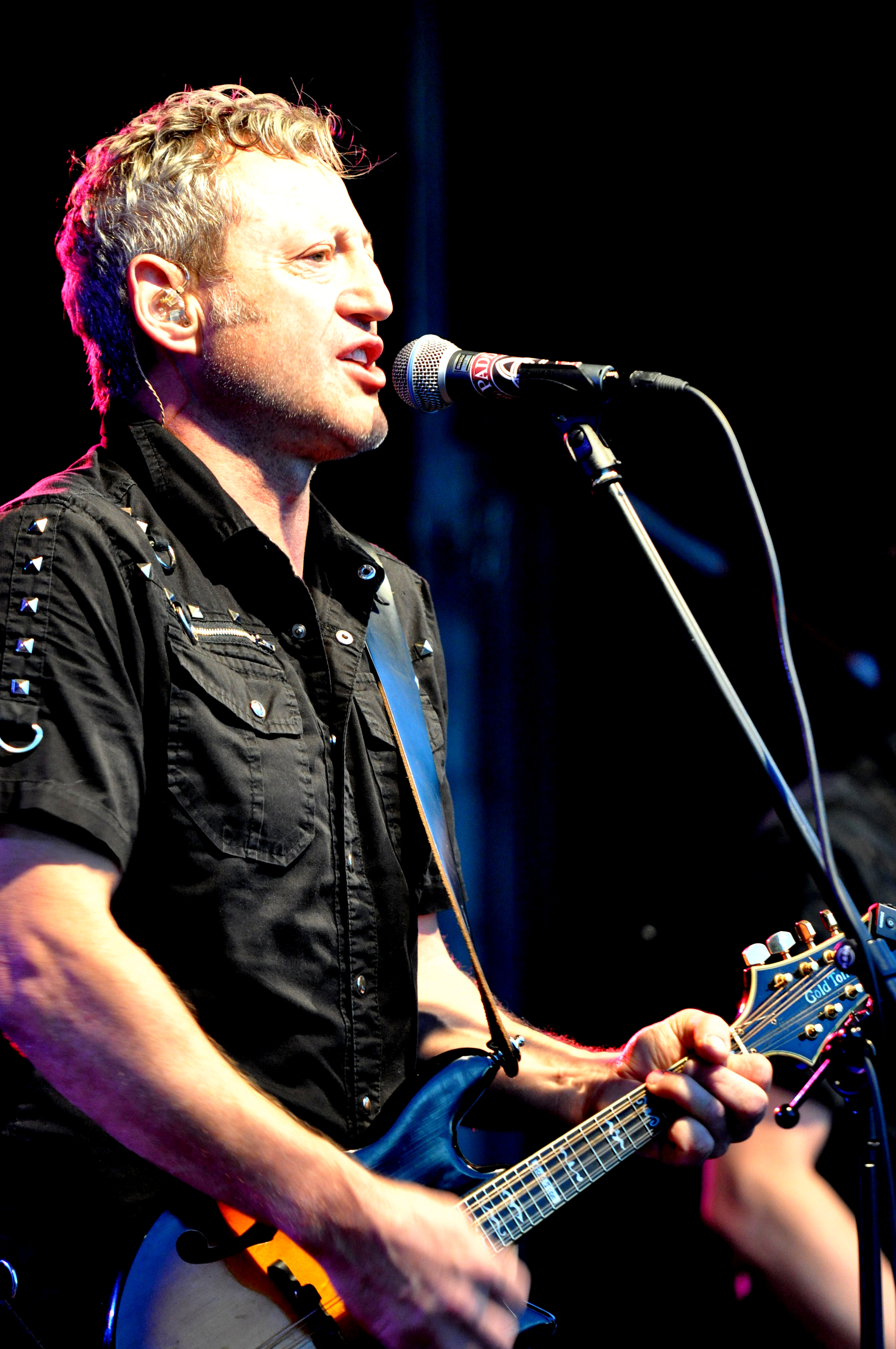
Franz Höfler
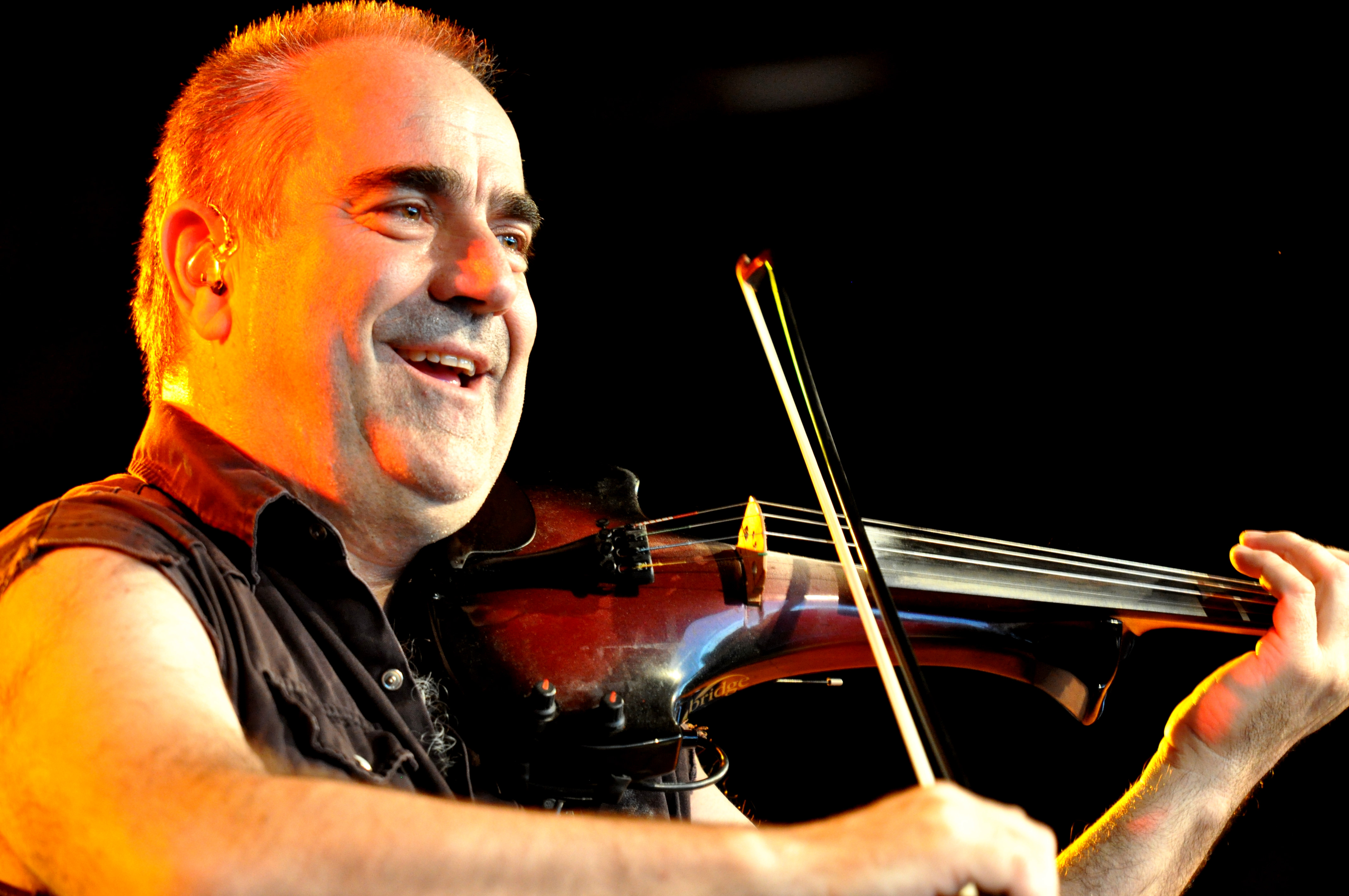
Herrmann Hartl
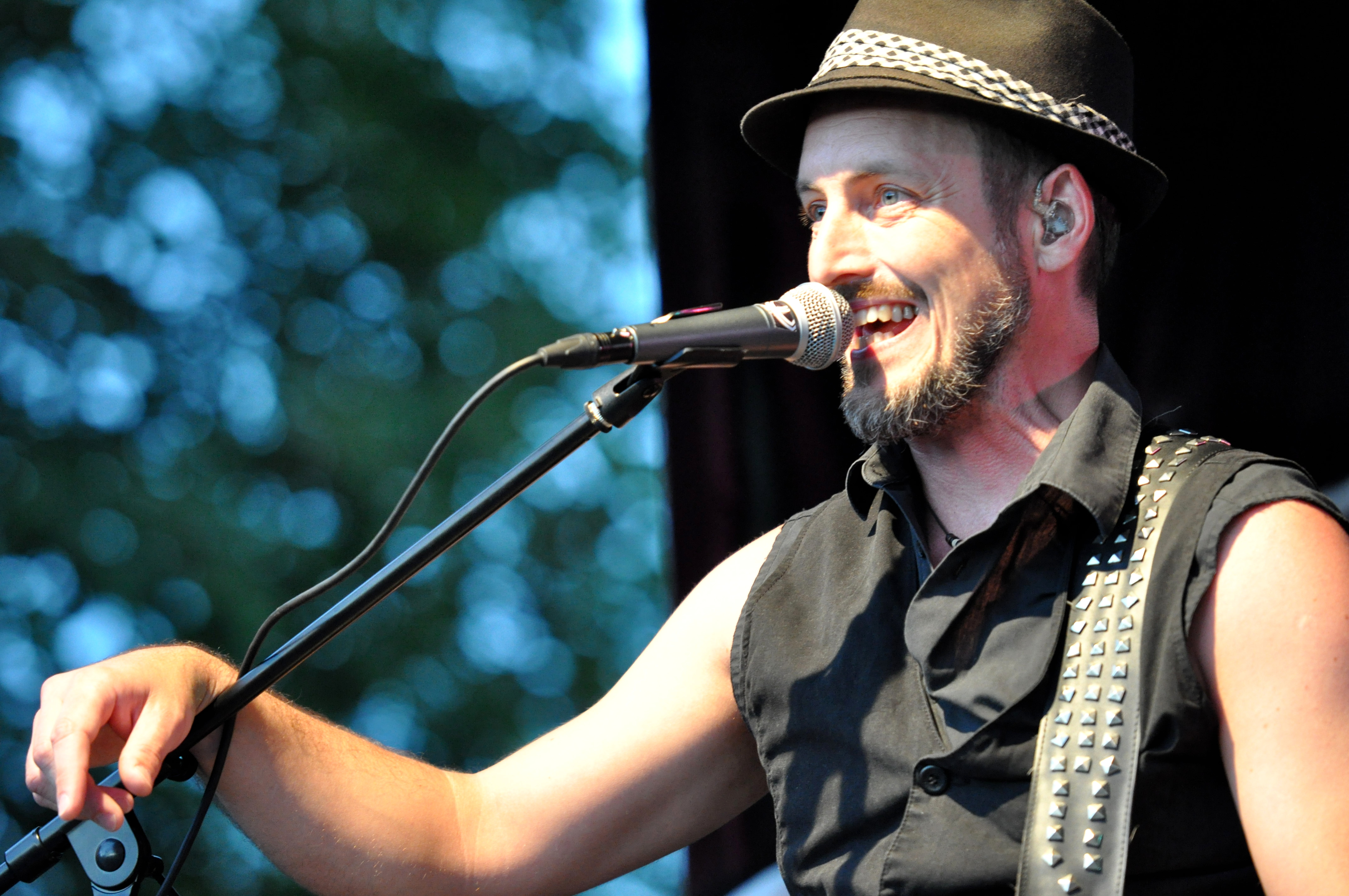
Ingolf Wolfsegger
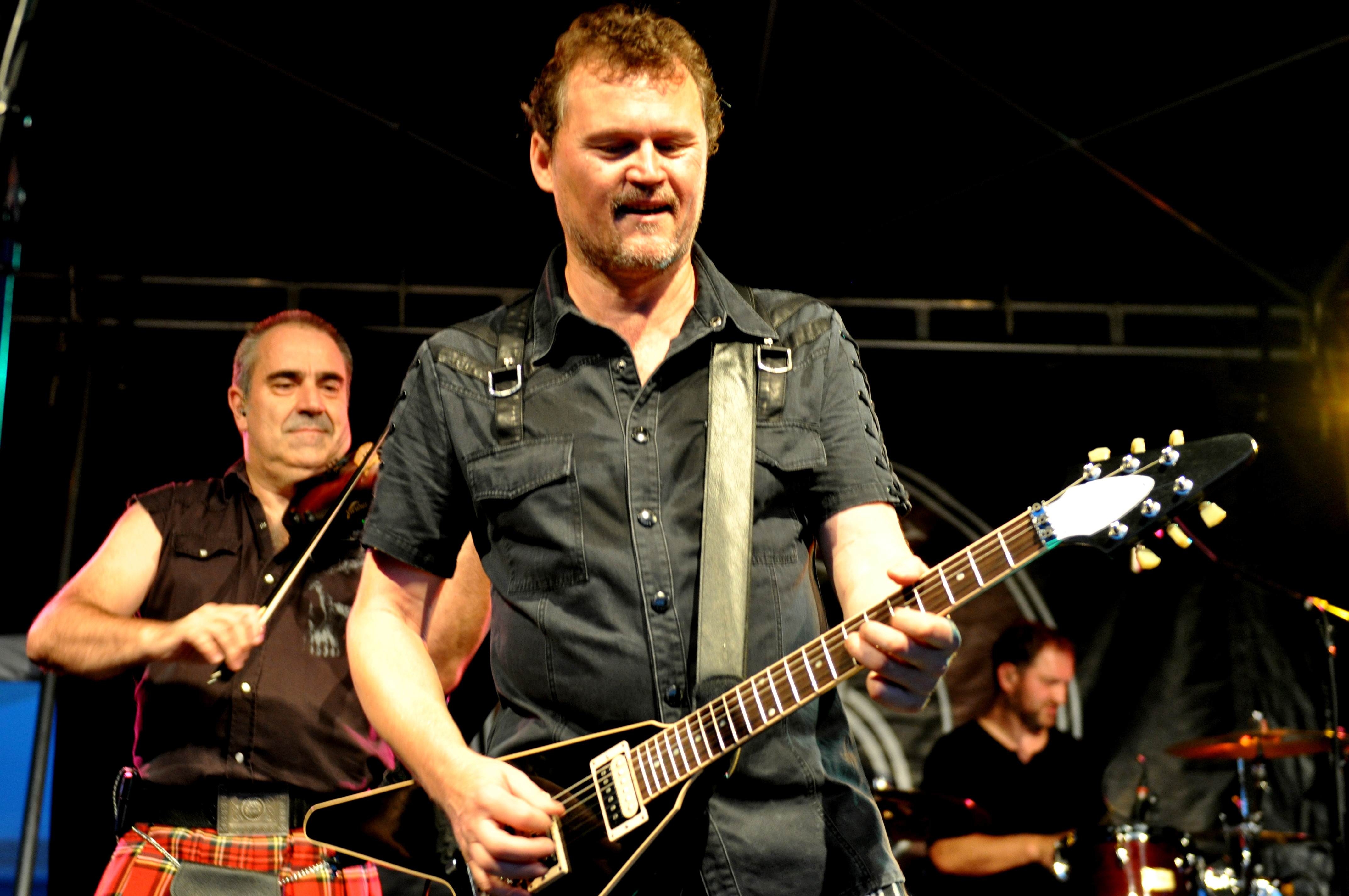
Oliver Loy
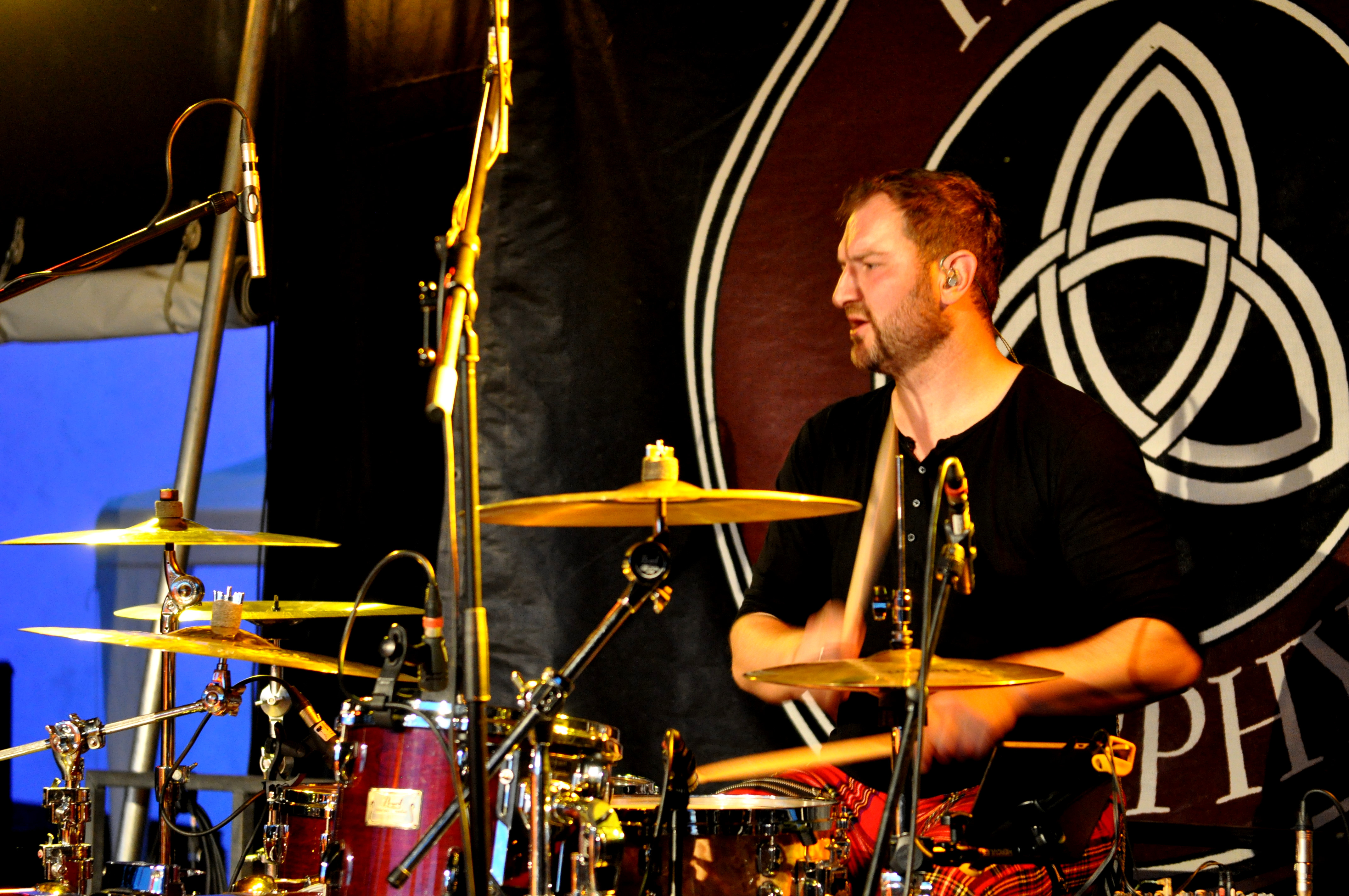
Andy Schechinger

## Diskografie
- 2011: Whiskey Before Breakfast (EP) (ATS Records)
- 2012: Dog’s Dinner (Album) (ATS Records)
- 2014: Coffin Ship (Album) (ATS Records)
- 2020: Rams Rebels Goats & Girls (Album) (ATS Records)